# Гонтарь, Аврам Юткович
Аврам Юткович Гонтарь (7 (20) марта 1908, Бердичев — 1981, Москва) — еврейский советский поэт и прозаик. Писал на идише.

## Биография
Первые стихи опубликовал в 1927 году в бердичевской газете «Ди вох». Окончил литературный факультет еврейского сектора Одесского института народного образования, а затем аспирантуру при Институте еврейской культуры при АН Украины. После окончания аспирантуры был направлен на работу в киевский журнал «Советише литератур». В 1933 году становится членом редколлегии и ответственным секретарём журнала «Фармест» и выпустил сборник стихотворений «Аф рештованиес» («На строительных лесах»). Этот первый сборник был отредактирован известным еврейским поэтом Ициком Фефером. В дальнейшем вышло более 20 поэтических сборников и несколько книг прозы. В начале Второй мировой войны находится на военной службе, с 1943 года заведовал отделом редакции еврейской газеты «Эйникайт» («Единение»), работал редактором в Еврейском антифашистском комитете (ЕАК).
В 19 февраля 1949 году арестован по делу ЕАК. Против Гонтаря дал показания еврейский писатель Х. Ш. Вайнерман. Якобы Гонтарь в апреле 1946 года поручил ему, «пользуясь правом корреспондента газеты „Эйникайт“, проникать на предприятия и новостройки, собирать там необходимые шпионские сведения, облекая их в форму литературных очерков и направлять в „Еврейский антифашистский комитет“». В своём заявлении в ноябре 1955 по поводу собственных показаний Гонтарь писал: «…Подписал же я протокол потому, что он <следователь — ВП> вынуждал меня силой и угрозами подписывать сфабрикованные им протоколы… Следователь М. бил меня ключами по голове, руками, ногами по животу, заставляя стоять долгими часами у стены, угрожая арестом моей жены и членов моей семьи…». Срок отбывал в 3-м лаготделении Степлага. Участвовал в лагерной самодеятельности, на концерте для заключённых в присутствии лагерного начальства прочитал своё антисталинское стихотворение «Без гнева ворона в снегу // На поле видеть не могу…». Вышел из восставшего лагеря.
Реабилитирован в 1956 году. Член редколлегии и завотделом журнала «Советиш геймланд». Произведения переведены на русский, украинский и другие языки. Переводчик на идиш.

### Сборники стихов
- 1957 — «Серебряные нити»
- 1963 — «Город мечты»
- 1977 — «Напев»
- 1980 — «Заря»

### Романы
- 1937 — «В заброшенном углу» (автобиография)
- 1948 — «Большая семья»